# Берегись! Змеи!
«Береги́сь! Зме́и!» — советский двухсерийный детективный художественный фильм, снятый в 1979 году режиссёром Загидом Сабитовым.
Фильм рассказывает о трудной и опасной работе следователя: опытный работник сыска сумеет распутать трудное дело и разоблачить виновников преступления.

## Сюжет
Недалеко от посёлка расположена древняя крепость, носящая название Кара-Таир. Она является обителью тишины, всевозможных тайн и множества змей. Никто не нарушает её спокойствие, кроме одного человека — змеелова Мирзаева.
Но именно туда, в крепость Кара-Таир, тянутся нити преступления.
Утренний посёлок встревожен слухами: в прибрежных камышах найден труп директора местной школы Григорьева. Начинается цепь загадок, как положено в хорошем детективе. Сюжет стремительно обрастает всё новыми зловещими подробностями.
В вечернем сумраке крепость кажется ещё опаснее. Юноша и девушка идут по её подземельям, освещая стены фонариком, — они хотят сами раскрыть тайну…

## В ролях
- Пулат Саидкасымов — Ниязов, капитан милиции
- Юрий Пузырёв — Щербаков, майор, следователь
- Мурад Раджабов
- Хамза Умаров — Кудрат Мирзаев, змеелов, преступник
- Туган Реджиметов — Шараф Ниязов
- А. Юнусов — Азимов
- Айгюль Исмаилова — Айша
- Джахонгир Файзиев — Эргаш
- Наби Рахимов — Хамракул
- Назим Туляходжаев — Джуманияз
- Аида Юнусова — Халима
- Альмира Исмаилова — студентка

## Съёмочная группа
- Автор сценария: Андрей Тарковский (фактическим автором сценария является Аркадий Стругацкий, не указанный в титрах[1][2][3])
- Режиссёр: Загид Сабитов
- Операторы:
  - Тимур Каюмов
  - Хатам Файзиев
- Художники:
  - Вадим Добрин
  - Садир Зиямухамедов
- Композитор: Румиль Вильданов
- Директор картины: Андрей Тарковский

## Технические данные
- Производство: Узбекфильм
- Художественный фильм, двухсерийный, цветной
- Длительность — 124 мин